# Alsomitra
Alsomitra es un género con 34 especies de plantas con flores perteneciente a la familia Cucurbitaceae. 

## Especies seleccionadas
- Alsomitra angulata
- Alsomitra angustipetala
- Alsomitra balansae
- Alsomitra beccariana
- Alsomitra brasiliensis
- Alsomitra capricornica
- Alsomitra macrocarpa

## Sinonimia
- Macrozanonia (Cogn.) Cogn.